# Zuma
『Zuma』（ズーマ）とは、アメリカのゲームデベロッパーであるPopCap Gamesが2003年にリリースしたパズルゲームである。
Shockwaveで作成され、ブラウザ上でプレイが可能な『Zuma』（無料）と、Xbox Live Arcade、iPod、携帯電話ゲーム、Windows、Mac OS X向けなどのプラットフォームでリリースされている『Zuma Deluxe』（有料）が存在する。
2009年には続編の『Zuma's Revenge』がリリースされた（後述）。

## ルール
- フィールド上には色のついたボールを発射する砲台と、それを取り囲むように外側から内側に向かって渦巻き状など（ステージによって異なる）になったレーンが存在する。
- 砲台(カエルのようなキャラクター)はプレイヤーの操作で360度自由に回転させることができ、その方向に任意のタイミングでボールを発射することができる。
- さまざまな色のボールが一列に連なった状態でレーンの上を転がってくるので、それがレーンの終端まで達してしまわないよう、ボールを消していく。
- 砲台から発射したボールがレーン上の列に衝突すると、そのボールが衝突した部分に挿入される形で列に加わる。
- 同じ色のボールを3つ以上連ねると消すことができる。
- ボールが消されたことによって列がとぎれた場合、その両端に同じ色のボールが存在すると、ボールの列が後ろにぶつかるまで吸い寄せられる。この際、ぶつかった衝撃で、ボールの列全体を少しだけ後退させることができる。
- ボールが吸い寄せられた際に、さらに同じ色のボールが3つ以上連なると、連鎖反応が起こり、これらも消すことができる。
- ボールの列を最後まで消しきるとクリアで、逆にボールがレーンの終端まで達してしまうとミスとなる。

## Zumaとパズループ
Zumaのパズル性部分のコンセプトは1998年に日本のゲームメーカーのミッチェルがアーケードゲームとしてリリースした『パズループ』（欧米版のタイトルは "Ballistic" および "Magnetica"）をコピーしたもので、前述のZumaのルールもパズループのそれと大部分同じである。ただし残機制の採用などの変化は加えられている。
著作権や特許権等の知的財産権が保護しているのはゲーム中の表現、キャラクター、内部のプログラムといった部分であり遊びのルールやコンセプトのアイディア部分は対象になってはいないが、ミッチェルの社長尾崎ロイはインタビューでPopcapを非難した。

## Zuma's Revenge!
Zumaの続編。2009年にWindows・Mac OS X版が、その後ニンテンドーDS・iOS・Xbox Live Arcadeでもリリースされた。グラフィックスやゲームモードなどが強化されている。日本語版は「ズーマ・リベンジ!」のタイトルで、ブラウザゲームとダウンロード版（Windows）がリリースされている。